# Животовський Павло Трохимович
Павло́ Трохи́мович Живото́вський (* ? — † близько 1699) — український військовий і державний діяч періоду Руїни.

## Біографія
Перша документальна згадка про Животовського міститься в «Реєстрі всього Війська Запорозького» 1649 року, де він значиться як реєстровий козак Чигиринського полку.
У 1661–1662 роках — полковник миргородський, в 1663–1672 роках — гадяцький полковник.
В січні-лютому 1664 року обороняв Глухів від польських військ під командуванням польського короля Яна II Казимира.
У 1672—1678 рр. — генеральний суддя.
В липні-серпні 1678 року Животовський призначений наказним гетьманом, командував козацькою залогою в Чигирині під час другої облоги міста турецько-татарською армією.